# Квінт Серторій
Квінт Серторій (лат. Quintus Sertorius; 123—72 рр. до н. е.) — римський політичний діяч та полководець, який здійснив повстання проти сулланського режиму в Римі та протягом 7 років керував Іспанією.
Серторій уславився як юрист та оратор, а також відзначився під час боротьби із навалою кімврів (105 р. до н. е.) і тевтонів (102 р. до н. е.) до Італії. У 97 р. до н. е. він проходив службу в Іспанії, а через шість або сім років потому був призначений квестором у Галлії. За Союзницької війни 91–88 рр.до н. е. Серторій командував армією.
В період протистояння сенату з Луцієм Корнелієм Цинною й Гаєм Марієм (87—86 рр. до н. е.), Серторій пристав на сторону Марія і допоміг йому заволодіти Римом, завдяки чому отримав посаду претора і управління іспанськими провінціями. З приходом до влади Сулли проти Серторія було надіслано два легіони, тому він здійснив втечу до Мавретанії.
Давньогрецький письменник та історик Плутарх присвятив Серторію розділ у своїх «Порівняльних життєписах».

## Хід Серторіанської війни
Після перемоги над римлянами при Тингісі, лузитанці послали гінців до Серторія, які просили його прибути до них, і взяти на себе керівництво над їхнім військом. 80 р. до н. е. Серторій відпливає з Африки в Іспанію і стає на чолі змішаного за складом війська, доволі нечисельного (8000 осіб), яких він вивчив і дисциплінував на римський лад.
Метелл Пій, що вдерся в Лузитанію, був змушений відступити, бо зазнав декількох поразок у партизанських боях. У Серторія були могутні союзники на морі — пірати, котрі підстерігали римські кораблі, і підвозили усе необхідне серторіанцям.

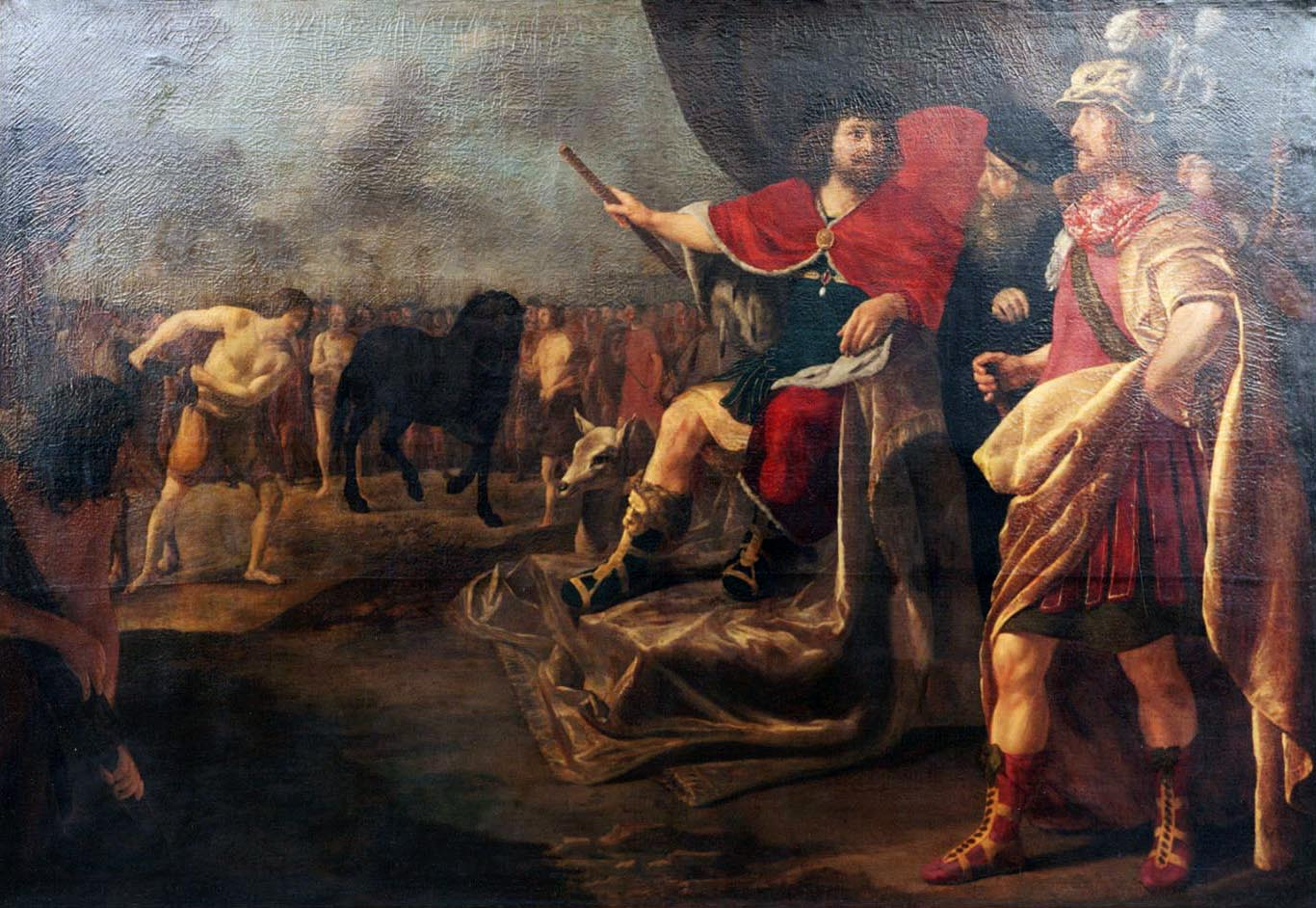
Герард ван Куйл. Квінт Серторій та приклад з конями

Серторій через деякий час почав контролювати більшу частину Іберійського півострова, керування яким відбувалось за римськими законами — навіть був скликаний свій сенат. Причому вважати Серторія бунтівником, що відокремився від Риму і захотів створити свою державу, було б великою помилкою. Це всього лише епізод громадянської війни в Римі, і метою Серторія було саме володіння Римом. Через невеликий час після смерті Сулли (78 р. до н. е.) до Серторія прибув Марк Перперна, колишній пропретор Сицилії, останній із врятованих прибічників Гая Марія, причому приєднатися до Серторія його змусили воїни його ж війська. Перперна, не був талановитим полководцем, але як виходець з сім'ї нобілів, з презирством ставився до Серторія — «нової» людини, — адже той не мав знатних предків. Взір усіх було спрямовано на Іберію, яка загрожувала стати «новим Римом». Нова столиця Іберії — Уеска.
Для боротьби з небезпечним супротивником було послано молодого, утім талановитого воєначальника на ім'я Помпей, якому сенат дав проконсульську владу і зробив головним начальником у східній Іспанії (77 р. до н. е.). Відрядивши Гіртулея на захід Іспанії, щоб стримувати Метелла, Серторій вийшов назустріч Помпею і до появи свого супротивника у Іспанії, завоював усю її східну частину. Утім Помпею вдалось прорватися крізь Перперну через Ебро і розбити при Валенсії загін серторійців. 
Деякий час боротьба тривала біля міста Лаврона (в Тарраконській Іспанії), яке стало на сторону Помпея і тому було взято у облогу серторійцями. Помпей доклав усіх сил, щоб зняти облогу. Будучи таким упевненим у своїй перемозі, Помпей навіть запросив на стіни жителів міста — подивитись на розгром Серторія, при цьому зайнявши погану позицію. Побачивши це Серторій не атакував його, а замість цього, явно знущаючись над «хлопчиськом», відновив облогу. Місто було атаковане та повністю розгромлене на очах Помпея і його армії. Понад те, Помпей постійно мав проблеми з постачанням фуражу, бо фуражирів атакували люди Серторія, та й місцевість біля Лаврона була вже спустошена. Але, зрештою, помпейці знайшли незайману місцевість, де не було знайдено жодних слідів серторійців, але вона була досить далеко. Поспостерігавши за нею певний час, Помпей вирішив відправити фуражирів туди під посиленою охороною. Утім, це була хитра засідка ворога - фуражистів і більшу частину легіону, посланому на допомогу, було нещадно знищено. 
У 75 р. до н. е. Метелл вирішив йти на з'єднання з Помпеєм у Східну Іспанію і по дорозі розбив Гіртулея, який помер у бою. До з'єднання обох військ Серторій поспішив влаштувати битву з Помпеєм при р. Сукрона, на що Помпей, який не хотів ділити славу з Метеллом, радо пішов, і завдав йому поразки на правому флангу. При цьому Помпей сам ледь-ледь уникнув поразки — його винесли з поля бою тяжко пораненим (метальним пілумом у стегно).
Якби Серторій мав шанс поновити битву на наступний день, військо Помпея було б знищено, але тут підійшов Метелл, і пішла чутка про поразку і смерть Гіртулея; бойовий дух війська Серторія впав, частина його розбіглась. Потім Метелл Пій розбив Перперну. Відтоді Серторій не брав участі у великих битвах, а вів партизанську війну. Метелл продовжував замирення іспанських міст, усюди беручи з собою чоловіче населення; незважаючи на це, положення Помпея було не блискучим.

## Договір з Мітрідатом Понтійським
Тим часом Мітрідат, цар понтійський, відправив посольство до Серторія, пропонуючи йому допомогу у війні, але взамін вимагаючи навчити його військо на римський лад, а також після перемоги Серторія у війні визнання за Понтійським царством права на Віфінію і Азію. Сенат Серторія проголосував «за», зауваживши, що це мала плата за перемогу у війні. Однак Серторій рішуче відкинув плани Мітрідата по Азії, дорікнувши сенату, що це важлива римська провінція, втрата якої сильно вдарить по кишені і престижу Риму. Мітрідат був вражений: 
«Цікаво, як би відповів мені Серторій, якщо б він сидів у Римі, а не у глухій провінції?»
 Попри це, договір уклали, і Мітрідат надіслав на допомогу Серторію 40 галер и 3000 талантів сріблом (75 р. до н. е.)

## Кінець війни і смерть
Вже вісім років тривала війна — з мінливим успіхом. Положення Серторія було складним через його повну залежність від місцевих громад, які все менш охоче давали йому людей, зброю і гроші. Число дезертирів і нейтральних громад щоразу зростало. Усім, хто полишить Серторія, сенат Риму дарував повне прощення. Перперна й інші керівники серторійців неохоче підпорядковувалися Серторію, а сенат Риму вже давно обіцяв вбивці Серторія амністію та велику грошову винагороду. Через це Серторій відіслав від себе римську варту і оточив себе кельтиберами, що дали присягу загинути разом із ним. Цей крок загалом збільшив спільне невдоволення римлян, яке майстерно роздмухував Перперна. 
Невдача двох попередніх заколотів спонукала невдоволених пришвидшити свої дії. Перперна доповів Серторію про блискучу перемогу, яку, нібито, здобуло його військо. З цього приводу влаштували великий бенкет, який закінчився оргією. У розпалі веселощів, за знаком Перперни, Марк Антоній, сусід Серторія за столом, завдав йому першого удару, за яким послідували удари інших змовників (73 р. до н. е.). При цьому Перперна не збирався користуватися обіцяною Римом амністією, а сам очолив решту армії і продовжив війну. Проте він не мав таланту полководця, який був у Серторія, а сила його армії була вже незначною. Тому незабаром він зазнав поразки в бою з Помпеєм, потрапив у полон і був страчений, а в кінці 71 р. до н. е. Помпей і Метелл Пій відсвяткували тріумф у Римі.

## Легенда про тварин
Легенда говорить, що будь-які дикі і свійські тварини не боялись Квінта Серторія, підходили до нього і їли у нього з рук. Цим даром він дуже вражав місцевих жителів Іспанії. Він мав приручену білу олениху, яку звав Діана на честь богині мисливства, і яка завжди була з ним поруч. Він говорив, що вона — його талісман і, втративши її, він втратить все. Одного разу Діана зникла, і тоді Серторій зазнав жорстокої поразки. Потім Діана знайшлась і за легендою померла разом із ним.